# Isabelle de Charrière

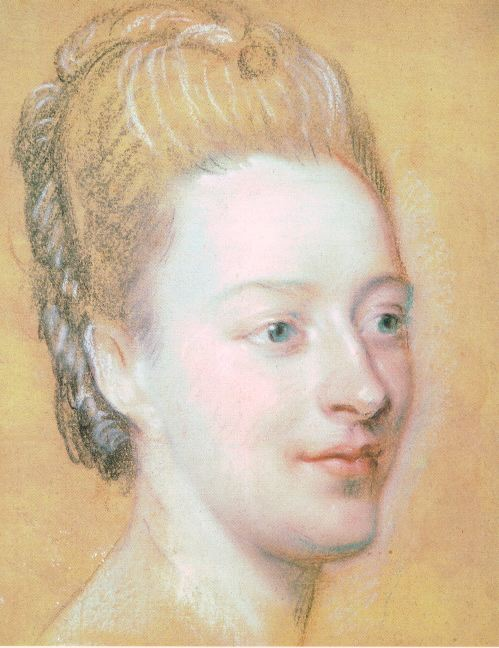
Isabelle de Charrière av Maurice Quentin de La Tour (1771) Musée Antoine-Lécuyer, Saint-Quentin (Aisne)

Isabelle de Charrière (Isabella Agneta Elisabeth), född van Tuyll van Serooskerken 20 oktober 1740 på slottet Zuylen nära Utrecht, död 27 december 1805 i Colombier, även känd som Belle van Zuylen i Nederländerna och som [Madame] Isabelle de Charrière, var en holländsk franskspråkig författare, brevskrivare och kompositör. Hon skrev romaner, pamfletter och pjäser men är mest känd för sin brevväxling. Hennes intresse rörde samhället och politiska frågor och hennes verk om franska revolutionen anses särskilt intressant.

## Biografi
Isabelle var dotter till adelsmannen Diederik Jacob van Tuyll van Serooskerken (1707–1776) och Helena Jacoba de Vicq (1724–1768) som var av borgerlig börd. Hon fick en bättre utbildning än vad som var vanligt för hennes kön under denna tid. Efter ett årslångt besök i Frankrike och Schweiz 1750 var franska hennes första språk, och hennes skrifter var därför inte lika kända i hennes hemland som utomlands.
Vid 14 års ålder blev hon förälskad i den romersk-katolske polske greven Peter Donhöff. Han var inte intresserad av henne, och i besvikelse över detta lämnade hon Utrecht och stannade borta i arton månader. Hon vägrade länge gifta sig; hon betraktade äktenskapet som ett sätt att uppnå frihet men ville samtidigt gifta sig av kärlek. År 1771 gifte hon sig med sin brors lärare Charles-Emmanuel de Charrière de Penthaz och bosatte sig på Le Pontet i Colombier nära Neuchâtel i Schweiz; hon besökte ofta Paris där hon var välkänd.
Isabelle de Charrière är främst känd för sin korrespondens med bland andra författarna James Boswell (från 1762) och Benjamin Constant (från 1786), samt Constants farbror, officeren David Louis de Constant d'Hermenches (1760); Boswell hade friat till henne, men hon tackade nej med förklaringen att hon "saknade talang för underkastelse". 
Hennes skrifter behandlar tvivel på religionen, adeln, utbildning av kvinnor och politik. Hon publicerade satirromanen Le Noble om adeln (1763), som dock drogs tillbaka från försäljning av hennes föräldrar. Hon publicerade brevromanerna Lettres neuchâteloises och Lettres de Mistriss Henley publiée par son amie (1784), en pamflett om den politiska situationen i Nederländerna (1788), verk om Jean-Jacques Rousseau samt medverkade till en postum publicering av hans verk Confessions (1789). Hon skrev även verk som kritiserade de landsflyktiga franska aristokrater som flytt till Neuchâtel och hävdade att de inget lärt av revolutionen; hon kritiserade dock även revolutionens våld.

## Utmärkelser
Asteroiden 9604 Bellevanzuylen fick sitt namn efter henne.